# 印支弥
印支弥（いきみ、生没年不詳）は、6世紀前半の任那日本府の官吏。印岐弥とも。

## 人物
544年、新羅を攻めて、百済を侵略しようとしたことから、百済の聖明王が日本に善処をもとめる。
金鉉球や李在碩は、印支弥を任那の地に派遣したのは百済であったということにより、印支弥は、日本人であるが、百済王権に仕えた倭系百済官僚と指摘している。すなわち、『日本書紀』欽明紀五年三月条の聖明王の上表文のなかに「於印支弥後来，許勢臣時，百済本記云，我留印支弥之後，至既酒臣時，皆未詳，新羅無復侵逼他境」とあり、また『日本書紀』欽明紀五年十一月条「夫遣印支弥於任那者本非侵害其国」とあるように、印支弥は聖明王によって任那に遣わされており、この点こそ倭系百済官僚であったことを示す、としている。
鈴木英夫は、印支弥が百済派遣の官人だとすると、新羅と通じて、母国である百済を討とうとしたことになるため、印支弥は百済在住の倭人であったが、百済を後ろ盾にして倭王権の臣僚としての「倭臣」となり、就任当初には百済の意に添った路線をとったが、その後、倭王権の意に従う行動をした、と指摘している。鈴木英夫の指摘について、李在碩は「非常に巧みな解釈である。これによれば、印支弥は百済と高密接な関係はあったが、厳密な意味で百済王の官人だったわけではなかったということになる。しかし、私としては、たとえば百済聖明王が『夫遣印支弥於任那者』云々としていることは、やはり百済王の官人としての派遣を示すものと認めていいと思う。そしてこの点を認める限り、彼も倭系百済官僚であったとせざるを得ないのである」とする。